# SVGFF Premier Division 2019-20
La SVGFF Premier Division 2019-21 fue la octava edición de la SVGFF Premier Division, la primera división de fútbol en San Vicente y las Granadinas en su formato actual, y también fue la decimotercera edición del fútbol de primera categoría. 
La temporada comenzó el 24 de noviembre de 2019 y originalmente estaba programada para finalizar el 12 de abril de 2020. 
Debido a la pandemia de COVID-19 , la temporada se suspendió el 12 de marzo de 2020 y los partidos no se reanudó hasta el 11 de agosto de 2020, cuando las seis últimas rondas se jugaron hasta el 6 de septiembre de 2020.

## Sistema de disputa
El formato consta de doce equipos que en 22 jornadas juegan dos veces contra cada rival. El primer lugar en la tabla es el campeón y tiene la posibilidad de jugar el Campeonato de Clubes de la CFU.

## Tabla general
| Pos. | Equipo                  | Pts. | PJ | G  | E | P  | GF | GC | Dif. | Clasificación                                                   |
| ---- | ----------------------- | ---- | -- | -- | - | -- | -- | -- | ---- | --------------------------------------------------------------- |
| 1    | Hope International      | 50   | 22 | 16 | 2 | 4  | 61 | 30 | +31  | Campeón y clasificación al Campeonato de Clubes de la CFU 2021. |
| 2    | North Leeward Predators | 46   | 22 | 14 | 4 | 4  | 53 | 23 | +30  |                                                                 |
| 3    | System 3                | 45   | 22 | 14 | 3 | 5  | 67 | 34 | +33  |                                                                 |
| 4    | Jebelle                 | 43   | 22 | 13 | 4 | 5  | 46 | 26 | +20  |                                                                 |
| 5    | Pastures United         | 35   | 22 | 11 | 2 | 9  | 43 | 41 | +2   |                                                                 |
| 6    | Sion Hill               | 29   | 22 | 8  | 5 | 9  | 41 | 40 | +1   |                                                                 |
| 7    | Avenues United          | 27   | 22 | 7  | 6 | 9  | 36 | 41 | −5   |                                                                 |
| 8    | Awesome                 | 26   | 22 | 7  | 5 | 10 | 22 | 47 | −25  |                                                                 |
| 9    | SV United               | 24   | 22 | 7  | 3 | 12 | 33 | 38 | −5   | Descenso a SVGFF First Division.                                |
| 10   | Camdonia Chelsea        | 17   | 22 | 5  | 2 | 15 | 30 | 59 | −29  | Descenso a SVGFF First Division.                                |
| 11   | Bequia United           | 17   | 22 | 5  | 2 | 15 | 30 | 66 | −36  | Descenso a SVGFF First Division.                                |
| 12   | Greiggs                 | 16   | 22 | 4  | 4 | 14 | 44 | 61 | −17  | Descenso a SVGFF First Division.                                |

Actualizado a los partidos jugados el 5 de septiembre de 2020.
 Fuente: GSA

## Goleadores
| Pos | Nombre              | Equipo                     | Goles |
| --- | ------------------- | -------------------------- | ----- |
| 1   | Zidane Sam          | Greiggs FC                 | 21    |
| 2   | Erel Hector         | Avenues United FC          | 17    |
| 3   | Dequan Springer     | Pastures United FC         | 12    |
| 4   | Cameron Osment      | SV United                  | 11    |
| 4   | Seaquean Millington | Sion Hill FC               | 11    |
| 4   | Valdo Anderson      | Hope International         | 11    |
| 4   | Diel Spring         | North Leeward Predators FC | 11    |
| 4   | Trezine Da Souza    | Jebelle FC                 | 11    |